# Салара (Ровиго)
Салара (итал. Salara) је насеље у Италији у округу Ровиго, региону Венето.
Према процени из 2011. у насељу је живело 876 становника. Насеље се налази на надморској висини од 8 м.

## Становништво
Према резултатима пописа становништва 2011. у општини је живело 1.214 становника.
| 1931. | 1936. | 1951. | 1961. | 1971. | 1981. | 1991. | 2001. | 2011. |
| ----- | ----- | ----- | ----- | ----- | ----- | ----- | ----- | ----- |
| 2.470 | 2.311 | 2.356 | 1.759 | 1.416 | 1.295 | 1.321 | 1.265 | 1.214 |